# Autostrada A21 racc
L'autostrada A21 racc, già raccordo autostradale Ospitaletto-Montichiari, localmente e originariamente indicata anche come Corda Molle, è un'opera infrastrutturale autostradale che utilizza parzialmente il tracciato riqualificato della strada provinciale 19 Concesio-Fenili Belasi di cui si presenta come naturale prolungamento. L'arteria si sviluppa per trenta chilometri, di cui diciassette di nuova costruzione.
Dotata di due corsie per senso di marcia più corsia di emergenza, non è soggetta a pedaggio e la sua realizzazione è costata 144 milioni di euro al netto degli espropri.
Data la struttura a raggiera del sistema stradale provinciale bresciano, con lunghe strade provinciali o statali convergenti verso il capoluogo, il raccordo funge da Tangenziale Esterna, quindi da circonvallazione per l'area dell'hinterland cittadino.
L'infrastruttura collega il casello di Ospitaletto sull'autostrada A4 con l'aeroporto di Brescia-Montichiari. Intercetta il traffico non destinato all'area urbana di Brescia proveniente dalle seguenti strade:
- strada statale 11 Padana Superiore;
- strada statale 235 di Orzinuovi;
- strada provinciale IX Brescia - Quinzano;
- strada provinciale 22 Flero - Poncarale;
- strada statale 45 bis Gardesana Occidentale;
- autostrada A21 Brescia - Piacenza;
- strada provinciale 23 Borgosatollo - Montirone;
- strada statale 236 Goitese;
- autostrada A35 Brescia-Milano (Brebemi).

## Descrizione

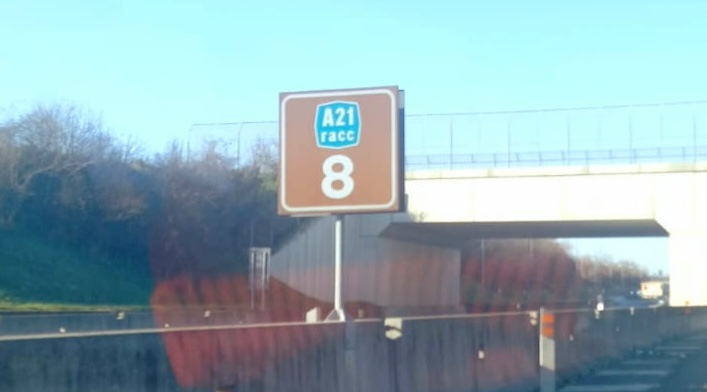
Cartello raccordo A21 Corda Molle

L’autostrada inizia nel territorio di Ospitaletto come continuazione della SP19 (Concesio - Capriano del Colle), poco dopo lo svincolo che conduce allo svincolo al casello A4 di Ospitaletto. Al km 14,9 c'è l'intersezione con l’A35 BreBeMi.
Al km 19,5 incontra l’A21, dove c’è la barriera dell’uscita di Brescia Sud, che può collegare questa intersezione con quella di Brescia Centro (tra l’A21 e l’A4).
Il raccordo autostradale termina alla localita Fascia d'Oro in territorio di Castenedolo (al confine con Montichiari) al km 28,4 in quanto si collega alla Gardesana Occidentale e, tramite questa, si arriva dopo un breve tratto al casello di Brescia Est della A4. Serve l'aeroporto e la fiera di Montichiari.

## Percorso
| A21 racc Ospitaletto-Montichiari | |       |           |
| Tipo                             | Indicazione | ↓km↓  | Provincia |
|                                  | Milano (Casello di Ospitaletto) Strada provinciale 19 (Concesio - Ospitaletto)                                                                   | 0     | BS        |
|                                  | Ospitaletto Padana superiore (Milano - Brescia)                                                                                                  | 1,2   | BS        |
|                                  | Area di servizio "Cazzago Nord" |       | BS        |
|                                  | Milano - Brescia |       | BS        |
|                                  | Travagliato |       | BS        |
|                                  | Area di servizio "Lograto Nord" |       | BS        |
|                                  | Lograto - Torbole Casaglia Strada statale 235 di Orzinuovi                                                                                       |       | BS        |
|                                  | Azzano Mella | 12,4  | BS        |
|                                  | Flero Tangenziale Ovest di Brescia | 14,9  | BS        |
|                                  | Torino - Piacenza (Casello di Brescia Sud) Poncarale Gardesana Occidentale (San Zeno Naviglio - Bagnolo Mella)                                   | 19,52 | BS        |
|                                  | Borgosatollo Montirone - Ghedi | 21,97 | BS        |
|                                  | Aeroporto di Brescia-Montichiari Calvisano | 27,26 | BS        |
|                                  | Fascia D'Oro Goitese ( Montichiari - Mantova) Castenedolo                                                                                        | 28,4  |           |
|                                  | Venezia (Casello di Brescia Est) Tangenziale Est di Brescia, Gardesana Occidentale (lago di Garda) Tangenziale Sud di Brescia (Brescia - Verona) | 28,63 |           |

## Storia

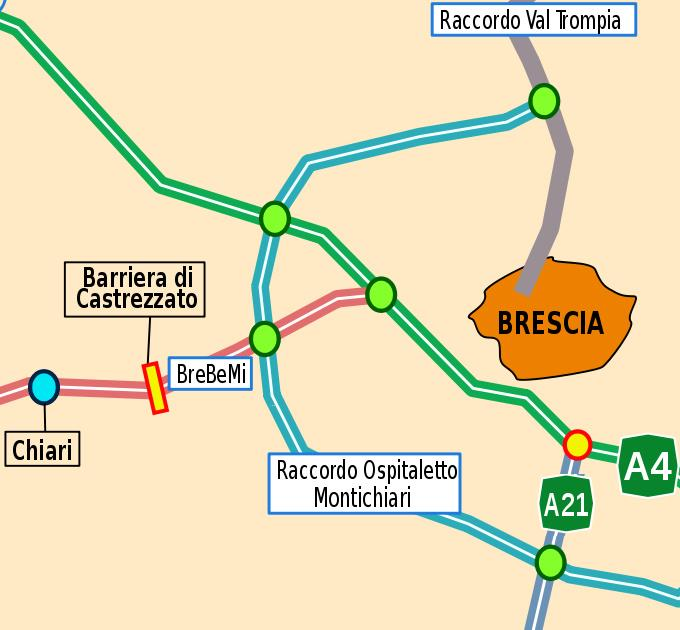
La mappa del raccordo (in azzurro)

Il raccordo autostradale trae la propria origine dai progetti della strada provinciale 19 Concesio-Capriano del Colle (loc. Fenili Belasi) che furono stesi dalla Provincia di Brescia negli anni sessanta per migliorare i collegamenti stradali fra i comuni del retroterra del capoluogo. Il progetto fu poi realizzato in maniera incompleta tra gli anni settanta e il 1992, con l'idea di proseguire verso Montichiari in modo da raccordare il casello A4 di Ospitaletto con la statale Goitese.
Al fine di completare il progetto e di permettere alla autostrada direttissima Brescia - Milano (BreBeMi) di avere uno sbocco autostradale, verso la fine degli anni novanta si decise di tramutare il tratto Ospitaletto-Montichiari in un raccordo autostradale. Alla Società CentroPadane, concessionaria dell'autostrada A21, fu affidato il compito di adeguare il tratto Ospitaletto - Fenili Belasi, già completato, allo standard minimo autostradale e di procedere alla costruzione del tratto mancante tra Fenili Belasi e l'aeroporto di Brescia-Montichiari.
Al raccordo fu subito assegnata la denominazione di corda molle per via della sagoma semicircolare che il tracciato assume guardandolo dall'alto (come una corda fissata ai due capi, ma allentata).

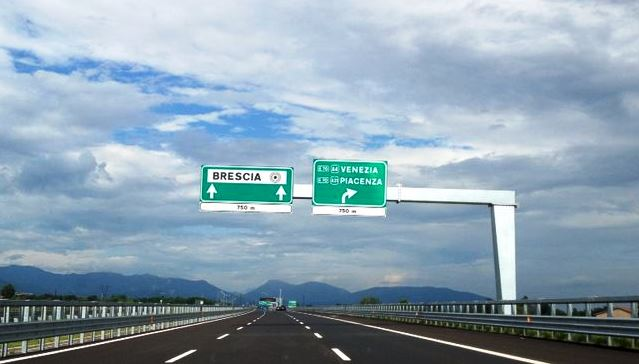
Lo svincolo verso l'A21 racc sulla A35, scattata prima dell'apertura dell'interconnessione con l'A4

Dopo numerosi studi e varianti di progetto, i lavori per la costruzione della parte mancante del raccordo, i cosiddetti lotti III e IV, sono iniziati nel gennaio del 2009, mentre quelli per l'adeguamento della Ospitaletto - Fenili Belasi sono stati avviati alla fine dello stesso anno.
Al termine dei lavori la gestione dell'infrastruttura passerà alla società Autovia Padana (Gruppo SIAS).
Il 3 febbraio 2012 sono stati aperti al traffico i primi diciassette chilometri del raccordo autostradale, tra Azzano Mella e Montichiari/Castenedolo. Attualmente, la corda molle prende avvio, nel territorio di Azzano Mella (appena a ridosso della località Fenili Belasi di Capriano del Colle) come naturale prosecuzione della SP19 (senza barriera, ma solo con la cartellonistica verde che avverte dell'inizio del tratto autostradale); similmente, termina in località Fascia d'Oro (Castenedolo), innestandosi sulla Tangenziale Est di Brescia (senza barriera, ma con cartellonistica verde di fine tratto autostradale).
Dall'estate del 2014 la A21 racc funge anche da collegamento tra l'autostrada A35 (BreBeMi) e la A21 al casello di Brescia Sud e la A4 al casello di Brescia Est.
In seguito al termine della concessione di Centropadane nel 2012, sei anni dopo l'autostrada passa in gestione a Autovie Padane, che a inizio 2020 ha iniziato i lavori di realizzazione dei 12 km mancanti insieme ad altre opere complementari interessanti la viabilità locale, con consegna inizialmente prevista entro il 2023.
A partire da Gennaio 2025 è stata prevista l'introduzione del pedaggio, prevista entro Marzo dello stesso anno in coincidenza con la fine dei lavori.
A febbraio 2025 sono stati dichiarati completati i lavori relativi ai primi dodici chilometri (trasformazione del tratto di SP19 in raccordo autostradale), che garantiscono l’intersezione diretta dell’A35 e dell’A4 (casello di Ospitaletto), collegando così l’A4 e l’A35 con l’aeroporto di Montichiari.